# Ola Abou Zekry
Ola Mohamed Tarek Al Said Abou Zekry (in arabo علا أبو ذكري‎?; Il Cairo, 20 giugno 1987) è una tennista egiziana.
Vincitrice di un titolo nel singolare e tre titoli nel doppio nel circuito ITF, il 4 maggio 2015 ha raggiunto il suo best ranking nel singolare WTA piazzandosi al 453º posto. Il 25 maggio 2015 ha raggiunto il miglior piazzamento mondiale nel doppio alla posizione n°474.
Giocando per l'Egitto in Fed Cup, Ola ha un record di vittorie-sconfitte di 5-12.